# 도시괴담 데자뷰 3
도시괴담 데자뷰 3는 수퍼 액션에서 방송된 텔레비전 드라마다.

## 줄거리
우리 주변에서 일어날법한 공포와 반전을 다룬 드라마다.

## 등장 인물

### 1화: 가짜 남편
- 유수영 : 현아 역
- 최철호 : 정웅 역
- 김시향 : 슬기 역

### 2화: 스마일 퀸
- 이시영 : 유선아 역
- 지현 : 혜승 역
- 성우진
- 강동균
- 오유진 : 박주란 역
- 김기정
- 이영리 : 정신과 의사 역
- 이용도

### 3화: 좋은 엄마
- 김재인 : 민경 역
- 정채경 : 종수 역
- 이은샘 : 이슬 역
- 전수연
- 김종석
- 오병남
- 김경애

### 4화: 화상채팅
- 윤설희 : 정화(체리) 역
- 한세주 : 애리(딸기) 역
- 이도현 : 현식 역
- 박노식 : 택시기사 역
- 시영준 : 스토커 목소리 역

### 5화: 악몽
- 이지현 : 김수정 역
- 성창훈 : 유정민 역
- 정경훈 : 이 PD 역
- 송귀현 : 이 부장 역

### 6화: 의심
- 이현경 : 혜정 역
- 안홍진 : 민수 역

### 7화: 완벽한 비서
- 민세연 : 정은 역
- 정기성 : 우식 역
- 이종만 : 정 회장 역
- 윤순홍
- 안계범
- 이은미

### 8화: 그날 이후
- 신소미 : 희주 역